# Platées

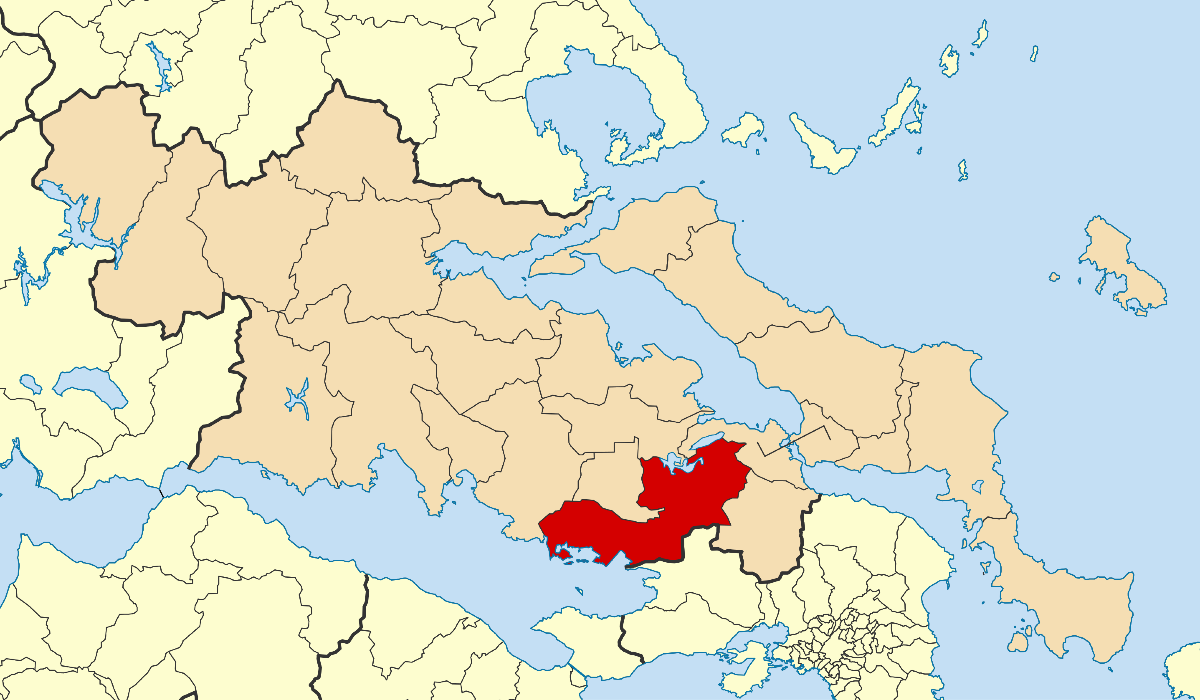
Dème de Thèbes à la suite de la réforme Kallikratis (2010).

Platées ou Platée (en grec ancien : Πλάταια / Plátaia, plus souvent au pluriel Πλαταιαί / Plataiaí) est une cité de Béotie sur le versant nord du Cithéron, au sud-ouest de Thèbes, qui a joué un rôle important lors des guerres médiques. Le village moderne compte 919 habitants en 2014.

## Histoire
Au VIe siècle, Platées est l'une des cités béotiennes qui préfèrent l'alliance avec Athènes à la domination de Thèbes au sein de la première confédération béotienne.
Près d'un millier de ses citoyens participent à la bataille de Marathon aux côtés d'Athènes en 490 av. J.-C. En 479 av. J.-C., les Grecs dirigés par le Lacédémonien Pausanias et par l'Athénien Aristide battent complètement le général perse Mardonios lors de la dernière grande bataille terrestre des guerres médiques, la bataille de Platées.
Tout au long du Ve siècle av. J.-C., les Platéens défendent avec acharnement leur indépendance contre la volonté hégémonique de Thèbes alliée de Sparte. Au cours de la guerre du Péloponnèse, ils soutiennent un siège héroïque de trois ans entre 429 av. J.-C. et 427 av. J.-C., et ne se rendent que contraints par la famine. Sparte fait raser la ville et de nombreux Platéens se réfugient à Athènes où ils reçoivent le droit de cité.
La paix d'Antalcidas en 386 av. J.-C. les autorise, du moins leurs descendants, à rebâtir leur cité, mais celle-ci est de nouveau détruite par Thèbes en 373 av. J.-C. et ses habitants connaissent un nouvel exil à Athènes. La ville est rebâtie après la bataille de Chéronée en 338 av. J.-C. et surtout après le saccage de Thèbes par Alexandre le Grand en 335 av. J.-C. Cependant, elle ne joue dès lors plus aucun rôle important dans l'histoire de la Grèce.